# Parc national d'Indravati
Le parc national d'Indravati est une aire protégée située dans le sud-ouest de l'État du Chhattisgarh, au centre-est de l'Inde. Il est reconnu pour abriter l'une des deux dernières populations de buffle sauvage d'Asie en Asie du Sud, hors de la vallée du Brahmapoutre et du piémont himalayen (Assam, Bhoutan, Népal).